# 광주동초등학교
광주동초등학교는 대한민국 광주광역시 북구 망월동에 있는 공립 초등학교다.

## 학교 연혁
- 1926년 9월 18일 서석공립보통학교 개교(석곡면 청풍리)설립인가 4월 20일
- 1938년 4월 1일 청풍공립심상소학교로 개명
- 1941년 4월 1일 청풍공립국민학교로 개명
- 1947년 5월 20일 청풍국민학교 개명
- 1953년 10월 16일 현 위치(망월동 895)로 이전
- 1955년 7월 21일 광주시로 편입
- 1956년 1월 9일 광주동국민학교 개명
- 1996년 3월 1일 광주동초등학교로 개칭
- 1996년 3월 1일 충효분교장 편입
- 2002년 4월 7일 타임캡슐 설치
- 2003년 10월 30일 과학실 현대화 사업
- 2008년 8월 4일 도서실 환경개선 사업
- 2017년 2월 10일 제88회 졸업(졸업생 본교 16명, 분교 6명 누계 4624명)
- 2018년 2월 9일 제89회 졸업(본교 15명, 분교 7명, 누계 4,646명)
- 2019년 1월 4일 제90회 졸업(본교 11명, 분교 4명, 누계 4,661명)
- 2020년 1월 10일 제91회 졸업(본교 22명, 분교 12명, 누계 4,695명)
- 2021년 1월 14일 제92회 졸업(본교 15명, 분교 4명, 누계 4,714명)
- 2021년 9월 1일 제39대 황덕자 교장 취임
- 2022년 1월 7일 제93회 졸업(본교 13명, 분교 12명, 누계 4,739명)

## 학교 상징
- 우리 학교 꽃 - 개나리 : 사랑, 인내
- 우리 학교 나무 - 소나무 : 씩씩한 기상
- 우리 학교 색 - 녹색 : 조화, 풍요, 건강

## 참고 자료
- 광주동초등학교 - 한국교육학술정보원 학교알리미